# دولة منسجمة

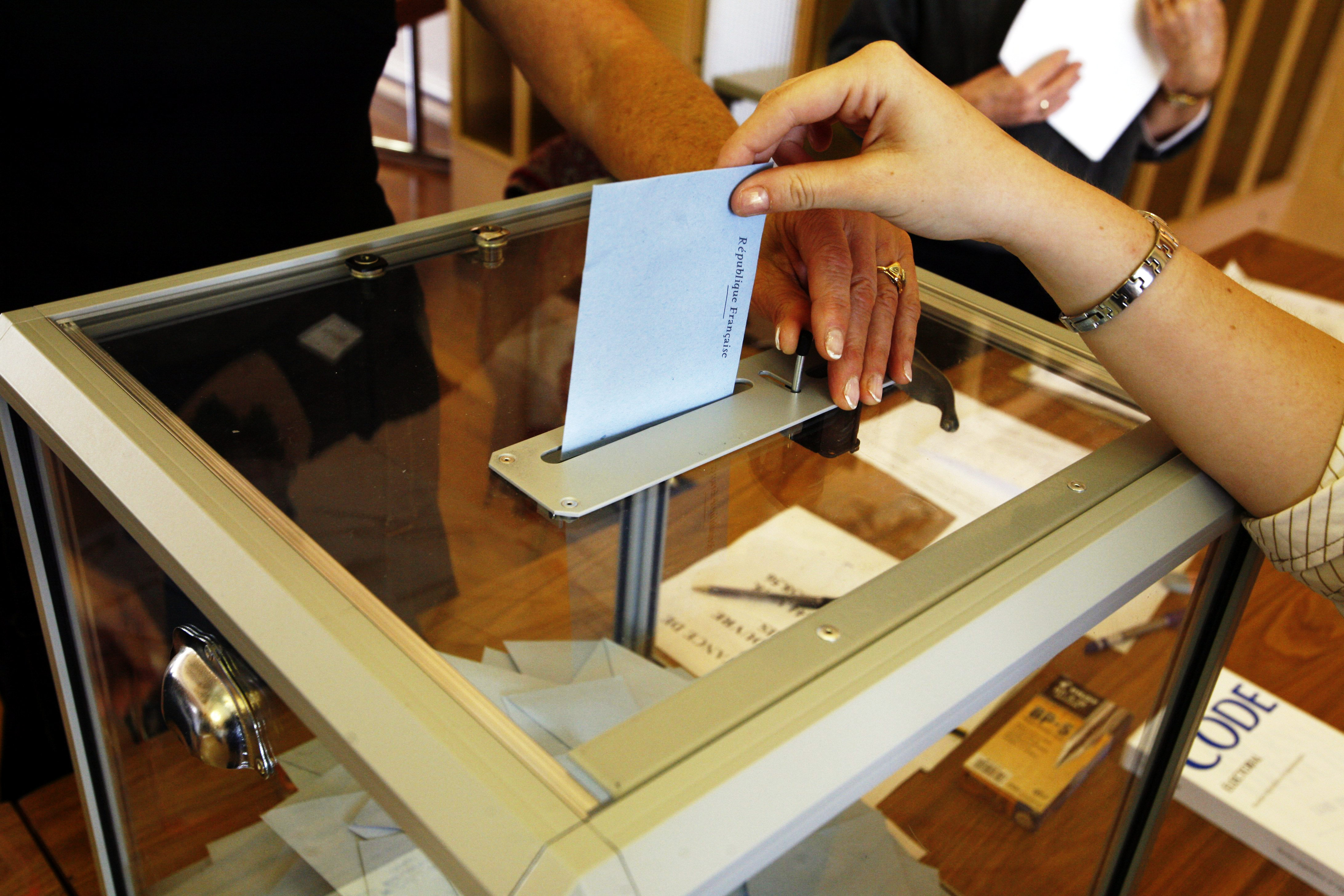
سيدة تدلي بصوتها في الجولة الثانية من الانتخابات الرئاسية الفرنسية لعام 2007

الدولة المنسجمة هو مصطلح سياسي أطلقه الفيلسوف الألماني هيجل، أي الدولة التي يسود فيها الاعتراف بحق الاختلاف، واحترام خيار الناس في شكل القيادة التي تسوسهم، ويتم حل الخلافات فيها بقوة الإقناع أو القانون لا بقوة السلاح. إضافة إلى أن الشرعية هي شكل من أشكال القوة لأنها تكسب المجتمع تلاحما ومنعة ضد الأعداء. فعلى حد تعبير فاكلاف هافيل فإن الشرعية تمثل قوة الضعفاء، لذا فإن المجتمعات التي تحكمها سلطة استبدادية، فإن الصراع الدائر بين الطامحين إلى السلطة يضعفها فتكون أكثر عرضة للنزاعات.
حيث ذهب أغلب أغلب الباحثين على تأكيد أن النظم السلطوية هي سبب الأزمات والنزاعات، ذلك أنها تفتقد إلى
الشرعية السياسية، التي تعتبر من أهم أسباب الاستقرار وتفادي الصراعات والانشقاقات الداخلية في المجتمعات البشرية. ف«الشرعية السياسية» هي الضامن لما أسماه الفيلسوف الألماني هيجل «الدولة المنسجمة».
فالمجتمعات التي تقودها سلطة شرعية يسودها انسجام وسلم اجتماعي، وعلاج الأمور الخلافية على مسالك وميكانزمات قانونية تشاورية ديمقراطية، وهما خاصيتان ناتجتان عن انبثاق الدولة من المجتمع، إضافة إلى إمكانية التداول السلمي للسلطة، دون تمزقات تؤثر في بنية المجتمع وإعاقة مسيرته. مما يضمن أن استمرارية التطور الاجتماعي والاقتصادي وتماسك الانسجام السياسي والاجتماعي تصاعديا مما يمكن من استيعاب كل الاختلافات والتناقضات، مما يقوي المناعة للدولة من الضعف والانهيار من خلال هذا التماسك التي تستمده من الشرعية السياسية، حيث أن «أساس كل تطور هو حصول وحدة اجتماعية طوعية». فالشرعية السياسية حسب هيغل هي الضامن لما أسماه «الدولة المنسجمة» 

## النموذج العربي
تعاني المجتمعات العربية الحالية انفصاما عميقا بين قيم العدالة والسلطة، والدولةَ عن الشعب، فأصبحت الدولة لا تستمد قوتها من شرعيتها السياسية كدولة حق وقانون، بل أصبحت ركيزة الدولة تستمدها من الاستقواء بالقوة دون أي استرشاد بقيم الحق والقانون كركيزة وعماد أساسي لأي بناء صحيح، مما يجعل العلاقة بين الحاكم والمحكوم في صراع اقصائي وأجواء اللاثقة واللاحق واللاقانون، قد تصل إلى إرهاب الشعوب والمجتمعات. الأمر الذي يمنع من إقامة «دولة الحق والقانون المنسجمة» التي اعتبرها الفيلسوف الألماني هيجل –بحق– أمل المجتمعات المعاصرة ومآلها وأحد أسباب انطلاقها وتطورها.
قد تدعم الديمقراطيات الكبرى الديكتاتوريات الصغرى، خارج دائرتها الجيوثقافية، من منطلق حسابات إستراتيجية على المدى القصير (قد يصفها البعض بالأنانية اللاإنسانية الضيقة)، وهو أمر مبرر خوفا من تضارب المصالح، لأن الديمقراطيات ظلت في دائرتها التحالفية الضيقة عن مفهوم الكونية والعدالة الإنسانية التي لا تعرف التجزئة، بسبب الموروث التاريخي القديم وتضارب المصالح الإستراتيجية والصراع الاقتصادي الذي يتصاعد في كل الدول الكبرى، والسبب يعود لعدم وجود خطة اقتصادية إنقاذيه شاملة لدى هذه الدول. وعليه فالدول العربية مكان مفعول به في سياسة الديمقراطيات العريقة.

ويبقى السؤال الذي يطرح نفسه هل تُصارع الديمقراطيات بعضها؟

## الهامش
1. ↑  مقالة لمحمد بن المختار الشنقيطي نشر بتاريخ 3/10/2004م موقع الجزيرة.نت نسخة محفوظة 26 يونيو 2017 على موقع واي باك مشين.
2. 1 2  -Ramsbotham Oliver, woodhouse Tom, Miall Hugh, “Introduction to Conflict Resolution: Concepts and
Definitions”:
3. 1 2  ملف بي د إف، جامعة محمد خيضر بسكرة نسخة محفوظة 12 يوليو 2017 على موقع واي باك مشين.
4. ↑  - د. برهان غليون: الوعي الذاتي ص 31، دار البراق 1986
5. ↑  كتاب هيغل: العقل في التاريخ، ترجمة الدكتور عبد الفتاح إمام
6. ↑  مركز الشرق العربي للدراسات الحضارية والإستراتيجية-المملكة المتحدة-لندن نسخة محفوظة 04 مارس 2016 على موقع واي باك مشين.

## وصلات خارجية
تدوينة: كيف رأى هيجل الدولة انطلاقا من فلسفته المثالية؟